# Frédéric Ballester
Pour les articles homonymes, voir Ballester.
 (janvier 2021).
 (janvier 2021).
Si vous disposez d'ouvrages ou d'articles de référence ou si vous connaissez des sites web de qualité traitant du thème abordé ici, merci de compléter l'article en donnant les références utiles à sa vérifiabilité et en les liant à la section « Notes et références ».
 (janvier 2021).
La mise en forme du texte ne suit pas les recommandations de Wikipédia : il faut le « wikifier ».
Les points d'amélioration suivants sont les cas les plus fréquents. Le détail des points à revoir est peut-être précisé sur la page de discussion.
- Les titres sont pré-formatés par le logiciel. Ils ne sont ni en capitales, ni en gras.
- Le texte ne doit pas être écrit en capitales (les noms de famille non plus), ni en gras, ni en italique, ni en « petit »…
- Le gras n'est utilisé que pour surligner le titre de l'article dans l'introduction, une seule fois.
- L'italique est rarement utilisé : mots en langue étrangère, titres d'œuvres, noms de bateaux, etc.
- Les citations ne sont pas en italique mais en corps de texte normal. Elles sont entourées par des guillemets français : « et ».
- Les listes à puces sont à éviter, des paragraphes rédigés étant largement préférés. Les tableaux sont à réserver à la présentation de données structurées (résultats, etc.).
- Les appels de note de bas de page (petits chiffres en exposant, introduits par l'outil «  Source ») sont à placer entre la fin de phrase et le point final[comme ça].
- Les liens internes (vers d'autres articles de Wikipédia) sont à choisir avec parcimonie. Créez des liens vers des articles approfondissant le sujet. Les termes génériques sans rapport avec le sujet sont à éviter, ainsi que les répétitions de liens vers un même terme.
- Les liens externes sont à placer uniquement dans une section « Liens externes », à la fin de l'article. Ces liens sont à choisir avec parcimonie suivant les règles définies. Si un lien sert de source à l'article, son insertion dans le texte est à faire par les notes de bas de page.
- La présentation des références doit suivre les conventions bibliographiques. Il est recommandé d'utiliser les modèles {{Ouvrage}}, {{Chapitre}}, {{Article}}, {{Lien web}} et/ou {{Bibliographie}}. Le mode d'édition visuel peut mettre en forme automatiquement les références.
- Insérer une infobox (cadre d'informations à droite) n'est pas obligatoire pour parachever la mise en page.

Pour une aide détaillée, merci de consulter Aide:Wikification.
Si vous pensez que ces points ont été résolus, vous pouvez retirer ce bandeau et améliorer la mise en forme d'un autre article.
Frédéric Ballester, né en 1950 à Paris, est un artiste, commissaire d'expositions français. Il a été le directeur du Centre d'Art La Malmaison à Cannes de 2001 à  2018.

## Biographie
Frédéric Ballester est né le 3 octobre 1950 à Paris. Après une formation artistique supérieure, il obtient un diplôme national en architecture, une maîtrise en Histoire de l’art à la Faculté de Lettres d’Aix-en-Provence. Depuis il construit sa vie autour d’une passion : l’art contemporain. En 1972-1974, il commence son parcours professionnel autour de la création, de l’enseignement, de la médiation culturelle et de la scénographie au musée Cantini à Marseille. Il poursuit ce cheminement à Cannes à partir de 1982 où il sera chargé de la direction du service des expositions et de l’art contemporain. Il crée l’espace de la Malmaison. L’ensemble de ces expériences le conduiront à prendre en charge la création et la direction du Centre d’art la Malmaison, à partir de 2001, où il sera chargé de la conception et la mise en place de cinq expositions annuelles dans différents lieux de la ville, ainsi que de la constitution d’une collection du musée. Ces activités l’ont amené à concevoir de nombreuses publications, catalogues et monographies d’artistes des XXe et XXIe siècles. 

### Formation
Après l'obtention d'un baccalauréat technique et d'un diplôme de céramiste (validant ses études à l’école nationale du Gué-à-Tresmes) en 1968, Frédéric Ballester intègre l'école des Beaux-Arts et d’Architecture de Paris. À la fin de ses études, validées par un diplôme national d'architecte en 1974, il participe à une formation sur la nouvelle muséologie au Métropolitan Museum de New York (une formation proposée sous forme de bourse, par le Ministère des Affaires Étrangères, aux jeunes diplômés des écoles d’art). En 1977, il obtient sa Maîtrise en histoire de l’art contemporain à la Faculté de Lettres d’Aix en Provence tout en continuant, à partir de 1979, à se spécialiser et à approfondir ses recherches dans le domaine de l'art moderne et de l'art contemporain.

### Cursus professionnel
L’ensemble du parcours de Frédéric Ballester s'élabore et s'articule autour de l’art contemporain. Il commence sa carrière autour de la création, de sa propre activité artistique, de l'enseignement et de la médiation culturelle. De 1970 à 1971, il est professeur de dessin au lycée Jeanne d’Arc de Bastia puis, de 1973 à 1974, au lycée Maria-Borelli à Digne. De 1972 à 1975, il ouvre un atelier, l'Atelier Tournesol à Sanary. En 1972, il expose au Salon de l'Environnement, à la Porte de Versailles (Paris) puis en 1975, à la Galerie Francis Seguin (Bandol) et à la Galerie Lucien Durand (Paris). En 1974, il est Chargé de mission attaché à la Conservation des musées de Marseille. De 1975 à 1982, Frédéric Ballester prend la Direction du service pédagogique du musée Cantini. Il gère à la fois le Musée des Beaux-Arts de Marseille, est responsable des Museobus, scénographe et commissaire aux expositions puis conseiller pédagogique auprès des enseignants du secondaire pour l’art contemporain avant d'être nommé à la Commission d’achat du musée Cantini. Il réorganise le musée des Enfants (Préau des Accoules), le musée des Beaux-Arts et crée un atelier en relation directe avec les expositions temporaires des musées de Marseille tout en formant des animateurs et des médiateurs culturels. En outre, il organise des événements culturels pour la ville de Marseille, le département et la région Provence-Alpes-Côte d’Azur dont la programmation de spectacles en relation avec les expositions du musée Cantini.[réf. nécessaire]
En parallèle, de 1979 à 1982, Frédéric Ballester est également chargé de cours à l’école des Beaux-Arts de Marseille Luminy au sein du département de la Communication. En partenariat avec le Conseil régional, il conçoit et réalise de nombreux projets d'expositions[réf. nécessaire]. De 1980 à 1982, il est chargé de mission près de l’Office régional de la culture, afin d’établir un fichier répertoire de la création artistique, dans les sept départements de la région Provence-Alpes-Côte d’Azur.
Depuis 1989, Frédéric Ballester donne des conférences sur les manifestations des musées de France et sur les cycles d’expositions de la Fondation Maeght, du musée d’art moderne et d’art contemporain de Nice (MAMAC), du Musée Matisse.
De 1991 à 1997, il ouvre sa galerie d'art contemporain à Cannes. Après sa nomination d'expert en art contemporain en 1989 jusqu'en 2006 auprès de la Cour d’appel d’Aix-en-Provence, il prend la direction artistique des expositions d’art contemporain pour la ville de Cannes, puis de 2001 à fin 2018, il devient directeur du Centre d’art la Malmaison à Cannes. Il s’agit de l’aboutissement d’un parcours professionnel engagé[non neutre] - Frédéric Ballester, "l'homme aux 186 expos", se définit comme un "découvreur d'images" et de talents artistiques - qui s’est orienté sur la conception d’un centre d’art contemporain.  
Depuis 1969, Frédéric Ballester a participé en tant que plasticien à des expositions, une pratique qu’il poursuit à présent[Quand ?].

### Scénographies et participation aux expositions à Marseille et à Cannes (sélection)
Dans le cadre des responsabilités de Frédéric Ballester en tant que commissaire d’exposition et au poste de directeur artistique des expositions d’art contemporain pour la ville de Cannes :
- 1974 : "Picasso Graveur" (Musée Cantini) / "Alechinsky et l'imprimerie" / "Charles Gleyre ou les illusions perdues"
- 1975 : Rétrospective Raoul Michau / "L'Orient en question" / Rétrospective Hundertwasser
- 1976 : Rétrospective Francis Bacon / Poteries de Bizen anciennes et modernes (Japon) / Kei et Ju Fujiwara, céramistes-artistes contemporains
- 1976-1978 : « La Couleur et la Vie», manifestation organisée sur deux années par les structures culturelles de la ville de Marseille
- 1977 : "3 villes, 3 collections, L'Avant-Garde (1970-1976)" ; exposition itinérante à Grenoble, Marseille et Saint-Étienne
- 1978 : "Les mains regardent", Musée Cantini (organisée en collaboration avec l’Institut des non-voyants) / "François Rouan, Œuvres récentes"
- 1979 : "La Méditerranée et la pollution" (exposition scientifique réalisée en collaboration avec le Professeur Bombard) / "Raoul Hausmann, Photographe" / "Daumier et ses amis Républicains"
- 1980 : "Théodore Deck (1823-1891), céramiques" / "Picasso : 155 gravures (1971-1972)" / "Cantini 1980, Collection du Musée"
- 1981 : Paul Soldner (céramique), Musée Cantini / "Marseille, 10 ans de création" / "Le dessin contemporain en Flandres" / "Valère Bernard, rétrospective"
- 1982 : "L'Orient des Provençaux, Sept siècles d'échanges" (ensemble de 17 expositions réparties entre les musées de Marseille) / "Vivre au Sahara" (exposition inaugurée par le président François Mitterrand) / Exposition "Baya"
- 1984 : Création de La Malmaison / Exposition "Les Bijoux de Braque" / Exposition "La Jeune peinture de la République Populaire de Chine" / "Quinto Albicocco, rétrospective, 50 de photos et de cinéma" / "Copi, rétrospective" / "Hommage au photographe Charles Nègre" / Exposition "De Brueghel à nos jours"
- 1985 : "De terre, d'eau et de feu. Autour de la rétrospective du céramiste Théodore Deck (Collection du Musée Cantini) / Exposition "Il était une fois...les cinématographes Lumière" / Exposition "Vous avez dit cubiste ?" / "Troisième Biennale de la Tapisserie de Montréal" / Exposition "Femmes...portraits et nus" (Malmaison - Grand Palais, Paris)
- 1986 : Expositions "Soyez la caméra" / "Grands Maîtres de la sculpture, mémoire d'une collection" / "Du réel au virtuel, Hommage à Denise René"
- 1987 : Expositions "Hommage à Jean-Gabriel et Odette Domergue" / "Masques d'artistes" / "Portraits de stars, Sylvie Labiche" / "Hommage au photographe Serge Lifar" / "Mario Prassinos, Œuvres de 1950 à 1970"
- 1988 : Expositions : "Inquiétudes et sérénité : hommage à Jean Hélion, Alfred Courmes et Ignasi Vidal" / "De la figuration à l'abstraction : Fritz Levedag, Jacqueline Diffring, Maggy Kaiser"
- 1989 : Palais des Festivals, création de la première biennale internationale, Jeune Peinture « HUMOUR ET REVOLUTION » (Ville de Cannes et ville de Gérone, en Espagne)
- 1991 : Scénographie et commissariat de l'exposition du céramiste et verrier Jean-Paul Van Lith "De l'Or et du Feu" au Musée de Sèvres
- 1992 : Dans le cadre du Festival de Cannes, création de l’exposition hommage au peintre et metteur en scène russe Sergueï Paradjanov
- 1996-2000 : Commissaire des expositions "Sculptures sous le soleil d’Antibes"
- 1997 : "La Côte d'Azur et la modernité" / Commissaire à l'exposition "Amédée OZENFANT, regard sur la modernité"[9]
- 1998 : Exposition "Antonio SAURA, La Quinta del Sordo" - Centre européen d’Art contemporain de Vallauris
- 1999 : Exposition "Richard LONG, Sebastian SMITH, Serge HILDEBRAN", Chantier naval Opéra – Antibes
- 2000 : "Arbres Sculptures" / "D’un rivage à l’autre" - Palais des Festivals, Cannes

### Expositions au Centre d’Art La Malmaison (à partir de 2001)
À partir de 2001 et jusqu'à fin 2018, Frédéric Ballester conçoit des expositions au Centre d'Art La Malmaison dont il est le directeur :
- 2001 : "Joan Miro - « ancienne collection galerie Pierre Matisse » / "André Villers - Lumière des ombres"
- 2002 : "Stefan Szczesny - Luxe, calme et volupté" / "Léonor Fini - Regards aux portes de l’insolite"/ "César - Du silence à l’éternité - l’œuvre de bronze soudé"[11]
- 2003 : "George Bauquier - Natures mortes à la fenêtre"[12]/ "Picasso - Voyage dans l’amitié"[13]
- 2004 : "Picasso graveur"[14]/ "Chu Teh Chun - Paysagisme des songes" (Centre d’art -Villa Domergue)[15] / "Pavlos - Papier en fête[16]
- 2005 : "Jean-Claude Vignes (1924-1996) - Dessiner au XXe siècle ou la renaissance d’un corps" / "Armand Avril - Après nous le déluge et vive la couleur" / "Jean-Claude Vignes, L’œuvre ultime" (Villa Domergue)
- 2006 : "André Masson - Les grands livres illustrés ou le monde merveilleux de l’œuvre gravé en couleur"
- 2007 : "Arman (1928-2005) - Les inédits, collection Ferrero"/ "Frédéric Altmann - La photographie ou la fureur de vivre"/ "Robert Combas - Cinéphage à gogo"[17] / "Stefan Szczesny - Le jardin d’Eden" (Jardin du Grand Hôtel) / "Théo Gerber, L’esprit des rêves, métamorphoses du silence"
- 2008 : "Antonio Saint Silvestre - Le monde est fou, j’adore !"/ "Julien Chatelin - Israël Bordeline" (Espace Miramar) / "Stefan Szczesny - Sculptures récentes en céramique" (Villa Domergue / "Jean Gabriel Domergue - 12 toiles décoratives de grand format pour une fête vénitienne en 1927, à Cannes" / "Pierre Theunissen - La sculpture n’est qu’un jeu, la lumière s’en amuse"
- 2009 : "Antoni Clavé - Les grands formats inédits" / "Jacotte et Roger Capron - Les inédits" - Villa Domergue / "De la sculpture à la peinture, expression azuréenne…" / "Alfons Alt - Effondrement des certitudes"
- 2010 : "Roberto Barni - Rien n’appartient à rien" / "Marc Piano - Le privilège de l’invention" (Espace Miramar) / "Peter Thumm - Les dernières créations" (Villa Domergue)
- 2011 : "60 chefs-d’œuvre de l’école russe, le nu en peinture, 1900-1970" / "Patrick Moya - La civilisation Moya"[18] / "Lionel Gauci et Emilie Saubestre - Paysages apprivoisés" / "Gilles Jacob – Photographe"
- 2012 : "Ladislas Kijno - Les grandes œuvres"[19]/ "Picasso - Les Chemins du Sud - Chefs-d’œuvre du musée national Picasso- Paris (Ecoparc Mougins - Vallauris - Cannes)[20] / "Odette et Jean Gabriel Domergue - Les fêtes vénitiennes"
- 2013 : "André Villers - 60 ans de photographie" / "Picasso - Le nu en liberté" (Collection Marina Picasso) / "Folon - Le voyage inédit" (Villa Domergue)
- 2014 : "Georges Braque- La magie de l’estampe" / De l’expressivité primitive au regard inspiré", Centre d’art - Villa Domergue / "Jean Fautrier - La figuration libérée (2014-2015)"[21] / "Hans Hartung - Hommage à Daniel Cordier (2014-2015)"
- 2015 : "Alberto Magnelli ou la Méditerranée retrouvée" / "Collection Antonio Sapone (Peintures, dessins, collages / 1910-1970)" / "César - Les inédits – Collection Jean Ferrero" (Villa Domergue) / "Dali, aux frontières du réel" (Espace Miramar) / "Marc Chagall, les couleurs de la vie (Les œuvres lithographiques et graphiques)"[22]
- 2016 : "Stanley William Hayter, ou la métamorphose des lignes"[23] / "Dali, ou l’ivresse des rêves (Collection Jean Ferrero)" / "Cristóbal Gabarron – Mille formes à la conquête de l’espace" (Villa Domergue et ses jardins - Espace Miramar, espace urbain)
- 2017 : "Paul Mansouroff ou l’immensité du plaisir à peindre (Collection Sapone)" / "Man Ray – Un regard clandestin chez les Domergue" (Villa Domergue)[17]
- 2018 : "Picasso, la Suite Vollard " (dans le cadre de "Picasso-Méditerranée", exposition conçue avec le soutien du Musée national Picasso- Paris)[24]

### Organisation de manifestations culturelles (sélection)
- 2001-2005 : Nocturnes de villa Domergue : création du concept et direction artistique de concerts de musique classique organisés à partir de 2001 dans les jardins de la Villa Domergue.
- 2006 : Commissaire et scénographe de l’exposition du peintre espagnol : "Cristóbal Gabarron", Galerie Guy Pieters (Saint –Paul de Vence).
- 2006 -2017 : Directeur artistique de "Jazz à Domergue"[25].
- 2014 : Commissaire général de la rétrospective "Stefan Szczesny - Métamorphoses Méditerranéennes" (Palais des Papes, Avignon).
- 2015 : Scénographe et commissaire de l’exposition "La Russie inconnue" (Monaco – Quai Antoine 1er) dans le cadre de "2015 ; Année de la Russie à Monaco".
- 2019 : Commissaire général de l’exposition "Szczesny – Les Baux de Provence"
- 2020 : "Une histoire de la gravure : Collection Frédéric Ballester" - Médiathèque Albert Camus, Antibes

## Carrière en tant que plasticien
Au début des années 1970, Frédéric Ballester entame une carrière d'artiste professionnel avec laquelle il renoue en 2016 puis en 2018 après son départ de la Malmaison. 

### Expositions personnelles
- 1972 : Atelier Tournesol - Sanary / Salon de l’environnement - Porte de Versailles Paris
- 1976 : Galerie Le Tigre de papier - Marseille / Musée des enfants - Musée des Beaux-Arts - Marseille
- 1977 : Galerie Influx - Marseille / « Dessins / peintures » à l'Hôtel Mercure- Vitrolles ville nouvelle
- 1979 : Galerie Influx - Marseille / Participation à la FIAC avec la Galerie Influx -Paris
- 1980 : Exposition « Série des condamnés » - Collège d’échanges contemporains, Saint Maximin
- 1981 : Exposition, Galerie des Arcenaulx - Marseille
- 1983 : Assises Régionales de la Recherche, Sophia Antipolis / « Architectures pour un condamné » - Musée de la Mer, Ile Sainte-Marguerite, Cannes
- 1994 : "Œuvres récentes" - Galerie Frédéric Ballester, Cannes
- 2016 : Série « Lumière des songes » - Maison abandonnée, Nice
- 2020 : Série « Hommage à Ozenfant », exposition "Frédéric Ballester : Itinéraire d'un collectionneur" au Centre international d’art contemporain (CIAC) – Château de Carros.

### Expositions de groupe
- 1975 : Musée des Beaux-Arts – Marseille
- 1976 : "25-35" - Musée de Martigues
- 1977-1981 : Galerie Influx - Marseille / « Certitude de l’incertain » - Musée Cantini / « Salon International d’art » / Musée municipal - Toulon / Hall du théâtre municipal de Draguignan
- 1977-1985 : Galerie Lucien Durand - Paris
- 1978 : « Gerber /Sorgue /Ballester » - Pertuis
- 1979 : « Horizon jeunesse » / Salon des Indépendants - Paris
- 1980 : « Cantini 80, collection d’art contemporain du Musée" / « 10ans de création » - Musée Cantini / « Biennale d’art contemporain » - Palais des Arts et de la Culture, Brest / Exposition au Nouvel Atelier Théâtral, Avignon
- 1981 : « Midi et Demi » - "Avignon 81" Festival, Chapelle de L’Oratoire
- 1982 : 50 artistes provençaux des collections du Musée des Beaux-Arts de Marseille et d'Alger /« Galilée plastique » - La Criée-Théâtre national, Marseille / « Action création 82 » - Parc Chanot, Marseille / « Lieux du corps / Art Provence /82 », Gardanne / « Lieux d’Artistes » - Biennale de Paris / "Collection imaginaire » - Galerie Visconti, Paris / "Collectif " - Galerie Les Arcenaulx
- 1983 : « Le livre détourné » - Galerie Les Arcenaulx, Marseille /« Autour de Miro, jeune peinture », Marseille
- 1991-1996 : Expositions à la Galerie Frédéric Ballester, Cannes